# Tramwaj parowy

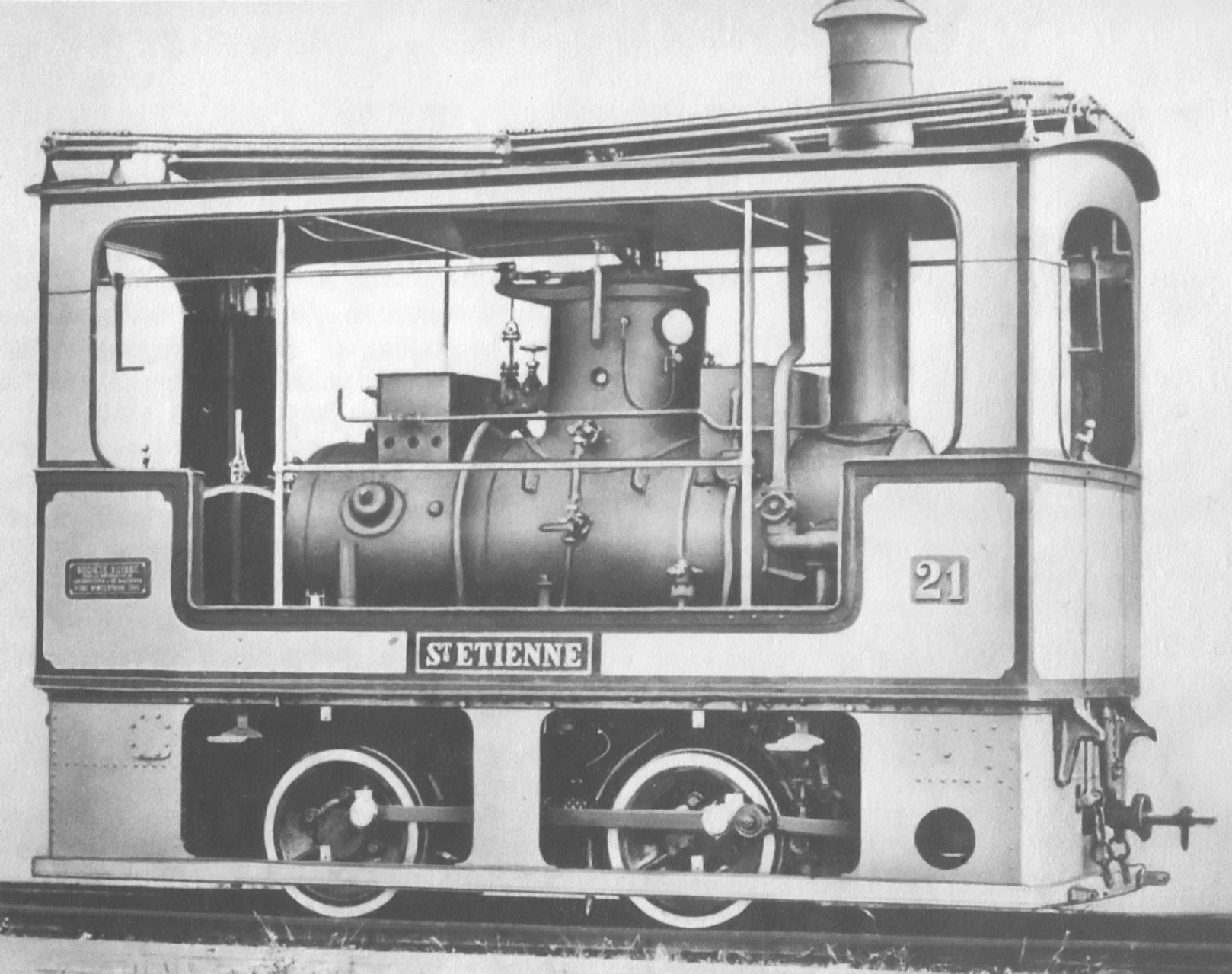
Lokomotywa tramwaju parowego

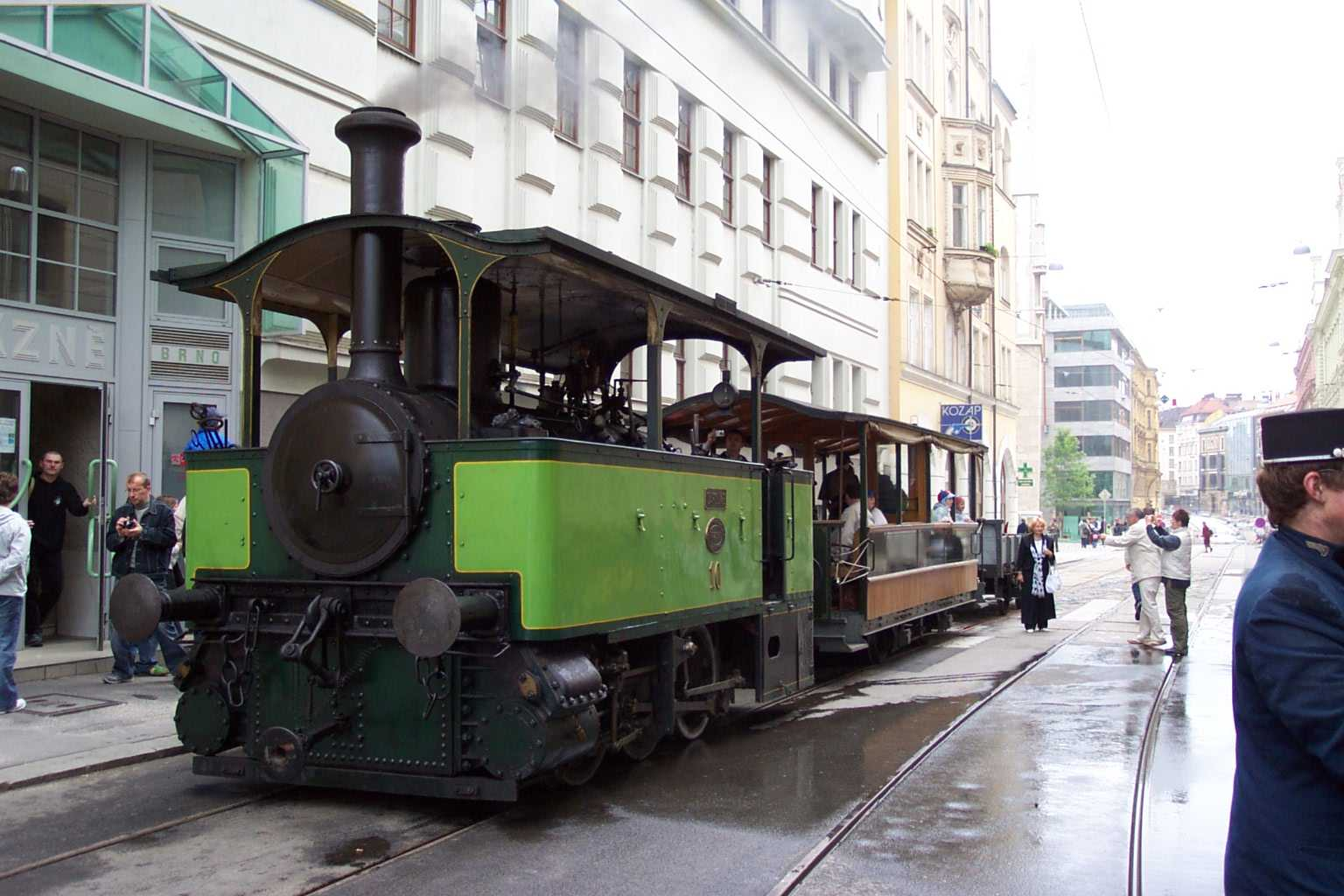
Zabytkowy tramwaj parowy na ulicach Brna

Tramwaj parowy – dawny pojazd szynowy służący do komunikacji miejskiej, napędzany maszyną parową. Istniały dwa podstawowe typy tego pojazdu: albo w silnik parowy wyposażony był bezpośrednio wagon, albo skład ciągnięty był przez stosunkowo niewielką lokomotywę parową.
Za poprzednika tramwajów parowych uznaje się steam dummy – parowozy z obudowanym, przystosowanym do ruchu w mieście nadwoziem. Były one popularne w Stanach Zjednoczonych od lat 30. XIX wieku do czasów wojny secesyjnej.
W Europie tramwaje parowe pojawiły się w latach 70. XIX w. (pierwszy w 1868 r. na trasie Le Raincy – Montfermeil), wraz ze wzrostem popularności maszyn parowych, i w wielu miastach zastąpiły tramwaje konne. Na początku XX w. zaczęły być wypierane przez tramwaje elektryczne i do lat 20. tego stulecia zlikwidowano praktycznie wszystkie linie.
Na dzisiejszych ziemiach polskich tramwaje parowe były eksploatowane na Górnym Śląsku w latach 1894–1901 (Górnośląskie Tramwaje Parowe), w latach 1886–1945 w Kołomyi (obecnie Ukraina) oraz na linii 42 podmiejskiej do Tuszyna  w okresie międzywojennym w Łodzi. Cechy tramwaju parowego miała także istniejąca w latach 1911–1925 kolej wąskotorowa ze Strumienia do Chybia na Śląsku Cieszyńskim.